# Oshodi-Isolo
Oshodi-Isolo è una delle venti aree a governo locale (local government areas) in cui è suddiviso lo stato di Lagos, nella Repubblica Federale della Nigeria. Si estende su una superficie di 45 km² e conta una popolazione di 621.509 abitanti.